# Prelatura territoriale di Xingu
La prelatura territoriale di Xingu (in latino Praelatura territorialis Xinguensis) era una sede della Chiesa cattolica in Brasile suffraganea dell'arcidiocesi di Belém do Pará. Nel 2016 contava 382.624 battezzati su 551.374 abitanti.

## Territorio
La prelatura territoriale si sviluppava nella parte centro-meridionale dello stato brasiliano di Pará, attraversata dal fiume Xingu. Comprendeva i seguenti comuni: Altamira, Anapu, Bannach, Brasil Novo, Cumaru do Norte, Gurupá, Medicilândia, Ourilândia do Norte, Placas, Porto de Moz, São Félix do Xingu, Senador José Porfírio, Tucumã, Uruará e Vitória do Xingu.
Sede prelatizia era la città di Altamira, dove si trova la cattedrale del Sacro Cuore di Gesù.
Il territorio si estendeva su una superficie di 368.086 km² ed era suddiviso in 15 parrocchie, raggruppate in 6 regioni pastorali.

## Storia
La prelatura territoriale è stata eretta il 16 agosto 1934 con la bolla Animarum bonum di papa Pio XI, ricavandone il territorio dall'arcidiocesi di Belém do Pará, dalla prelatura territoriale di Santíssima Conceição do Araguaia (oggi diocesi di Marabá) e dalla prelatura territoriale di Santarém (oggi arcidiocesi).
Il 6 novembre 2019, con due distinte bolle, è stata soppressa da papa Francesco e il suo territorio è stato suddiviso tra la diocesi di Xingu-Altamira e la prelatura territoriale di Alto Xingu-Tucumã.

## Cronotassi dei vescovi
- Sede vacante (1934-1948)

- Clemente Geiger, C.PP.S. † (17 gennaio 1948 - 26 aprile 1971 dimesso)
- Eurico Kräutler, C.PP.S. † (26 aprile 1971 - 2 settembre 1981 ritirato)
- Erwin Kräutler, C.PP.S. (2 settembre 1981 succeduto - 23 dicembre 2015 ritirato)
- João Muniz Alves, O.F.M. (23 dicembre 2015 - 6 novembre 2019 nominato vescovo di Xingu-Altamira)

## Statistiche
La prelatura territoriale nel 2016 su una popolazione di 551.374 persone contava 382.624 battezzati, corrispondenti al 69,4% del totale.
| anno | popolazione | popolazione | popolazione | presbiteri | presbiteri | presbiteri | presbiteri                | diaconi | religiosi | religiosi | parrocchie |
| anno | battezzati  | totale      | %           | numero     | secolari   | regolari   | battezzati per presbitero | diaconi | uomini    | donne     | parrocchie |
| ---- | ----------- | ----------- | ----------- | ---------- | ---------- | ---------- | ------------------------- | ------- | --------- | --------- | ---------- |
| 1950 | 17.000      | 17.500      | 97,1        | 6          |            | 6          | 2.833                     |         |           | 3         | 4          |
| 1966 | 34.857      | 35.857      | 97,2        | 5          |            | 5          | 6.971                     |         | 8         | 9         | 4          |
| 1968 | 35.000      | 36.000      | 97,2        | 7          | 2          | 5          | 5.000                     |         | 9         | 8         | 2          |
| 1976 | 65.000      | 80.000      | 81,3        | 10         | 4          | 6          | 6.500                     |         | 12        | 13        | 36         |
| 1977 | 38.000      | 45.000      | 84,4        | 14         | 4          | 10         | 2.714                     | 1       | 21        | 24        | 11         |
| 1990 | 202.000     | 204.000     | 99,0        | 16         | 5          | 11         | 12.625                    |         | 19        | 45        | 11         |
| 1999 | 300.000     | 374.000     | 80,2        | 22         | 9          | 13         | 13.636                    |         | 22        | 44        | 12         |
| 2000 | 300.000     | 380.000     | 78,9        | 23         | 10         | 13         | 13.043                    |         | 22        | 46        | 12         |
| 2001 | 210.000     | 392.211     | 53,5        | 27         | 11         | 16         | 7.777                     | 1       | 28        | 43        | 12         |
| 2002 | 311.000     | 395.000     | 78,7        | 28         | 12         | 16         | 11.107                    | 1       | 28        | 38        | 12         |
| 2003 | 318.000     | 397.500     | 80,0        | 24         | 12         | 12         | 13.250                    |         | 22        | 45        | 12         |
| 2004 | 320.000     | 397.500     | 80,5        | 24         | 14         | 10         | 13.333                    |         | 15        | 39        | 12         |
| 2013 | 330.000     | 429.000     | 76,9        | 30         | 17         | 13         | 11.000                    |         | 27        | 40        | 15         |
| 2016 | 382.624     | 551.374     | 69,4        | 33         | 16         | 17         | 11.594                    |         | 24        | 41        | 15         |